# 雅克·德·阿马尼亚克
雅克·德·阿马尼亚克（法语：Jacques d'Armagnac，约1433年~1477年8月4日）法國貴族，内穆尔公爵。他的父亲帕迪亚克伯爵贝尔纳·德·阿马尼亚克和母亲埃莱奥诺尔·德·波旁都是法國王室的後裔。1462年法国国王路易十一授予他公爵領地。
| 前任： 埃莱奥诺尔·德·波旁 | 内穆尔公爵 | 繼任： 路易·德·阿马尼亚克 |